# Vzdělávací systém na Slovensku
Slovenský vzdělávací systém se dělí na předškolní (dětské jesle, mateřské školy) a školní (sem patří základní, střední a vysoké školy). Státní školy poskytují vzdělání bezplatně, dokonce i pro některé obory vyučované v cizích jazycích národnostních menšin, které na Slovensku žijí. Tento jev podporuje samo Ministerstvo školství SR v rámci ochrany a podpory menšin (zde především Rusínů, Romů a Maďarů). Slovenská republika dává ročně na financování školství cca 4,6 % HDP, což je podobně jako ČR. Přesto se ale jedná o nízké číslo oproti průměru zemí OECD, kde hodnota dosahuje 6,1 % HDP. Zřizovatelem velké části škol a předškolních zařízení na Slovensku je stát. Najdeme zde také zařízení, která jsou soukromá nebo církevní. Díky takto nastavenému veřejně dostupnému školství se pohybuje negramotnost slovenského obyvatelstva kolem 0,6 %.

## Organizace vzdělávacího systému
Organizace vzdělávacího systému na Slovensku spadá do gesce Ministerstva školství, vědy, výzkumu a sportu SR. Tento orgán má na starosti nejen zřizování škol, organizaci výuky, dohled nad její kvalitou, tvorbu strategických a koncepčních dokumentů, ale i rozvoj dítěte ve vztahu ke sportu a mimoškolním aktivitám. Ministerstvo dále dohlíží na vědu a techniku na Slovensku. Jeho plánované celkové výdaje pro rok 2022 se odhadují na více než 3,6 mld eur.
Kontrolním orgánem slovenského školství je ŠŠI (Státní školní inspekce). Jejím úkolem je dohlížet na fungování a kvalitu výuky na daných školách, kontrolu dodržování strategických dokumentů vydaných ministerstvem, hodnocení činnosti speciálních výchovných zařízení a školních zařízení výchovného poradenství a prevence. Inspekce má také funkci poskytovatele poradenské a odborné činnosti školám nejen při odstraňování nedostatků.

#### Cíle slovenského školství
Mimo zmíněnou podporu etnických menšin na Slovensku, pracuje zdejší školství i na rozvoji speciálního a inkluzivního vzdělávání. Snaží se tím integrovat do výuky i žáky, kteří jsou určitým způsobem znevýhodněni (tělesné, zrakové, sluchové postižení, ale i mentální postižení, poruchy autistického spektra, poruchy učení atd.). V dnešní době běží tzv. "Prvý akčný plán plnenia Stratégie inkluzívneho prístupu vo výchove a vzdelávaní na roky 2022 - 2024", který schválila slovenská vláda v roce 2021. Má za úkol především teoreticky zakotvit strategické cíle tak, aby se všem žákům dostalo vzdělání bez rozdílu. Konkrétně jde např. o posílení poradenských systémů ve školách, bezbariérovost zařízení, příprava zaměstnanců a především desegregace ve školách a destigmatizace společnosti.
Mezi další výzvy, které si ministerstvo stanovilo, řadí i rozvoj pedagogů a podporu v jejich regionech formou mentoringů, poradenství apod. Ministerstvo také rozběhlo projekt na podporu vzdělání pedagogických zaměstnanců v oblasti finanční gramotnosti a podnikání.

## Struktura vzdělávání na Slovensku

### Předškolní vzdělání
Do této kategorie se řadí dětské jesle (1. až 3. rok dítěte) a následné mateřské školy (3 roky a více).
Na území Slovenské republiky je pro všechny děti povinné navštěvovat předškolní zařízení, jakmile překročí pět let věku. Povinná školní docházka je tedy desetiletá (devět let základní školy a jeden rok "nultého" ročníku v mateřské škole). Toto opatření má napomoci dětem v integraci do vzdělávacího systému, porozumění daným pravidlům, socializaci s vrstevníky a především jde o seberozvoj dítěte při plnění různých aktivit. Do mateřských škol jsou děti přijímány standardně po dovršení tří let věku, v některých výjimečných případech lze dítě přijmout již ve dvou letech. Mateřskou školu na Slovensku může dítě navštěvovat tři až čtyři roky. Počet dětí, které navštěvovaly mateřské školy na Slovensku v roce 2020 udává následující tabulka:
|               | Státní  | Soukromé | Církevní |
| ------------- | ------- | -------- | -------- |
| Počet školek  | 2 754   | 189      | 99       |
| Počet žáků    | 153 086 | 7 868    | 7 868    |
| Počet učitelů | 15 663  | 1 062    | 567      |

Celkem tedy bylo v roce 2020 na Slovensku 3 042 mateřských škol, které navštěvovalo 166 561 dětí.

### Základní školy
Základní škola je na Slovensku zpravidla devítiletým vzdělávacím programem, který musí každé dítě povinně absolvovat. Dělí se na první a druhý stupeň. Zatímco základní školy v ČR jsou děleny na dva stupně mezi pátým a šestým ročníkem, na Slovensku děti přecházejí na pětiletý druhý stupeň již po ukončení čtvrté třídy. Dítě nastupuje první třídu základní školy ve věku šesti (případně sedmi) let a končí ji nejčastěji v patnácti letech. Kromě získávání porozumění základním předmětům, které jsou na základních školách vyučovány (slovenský jazyk, matematika, cizí jazyky, humanitní předměty apod.), se Ministerstvo školství v programech pro základní vzdělávání věnuje posilování sociálního cítění dětí, toleranci, vlastenectví a demokracii, tedy zásadám vycházejících z humanismu.
V následující tabulce jsou uvedeny počty základních škol a žáků na Slovensku ve školním roce 2020/2021:
|            | Státní  | Soukromé | Církevní | Celkem  |
| ---------- | ------- | -------- | -------- | ------- |
| Počet škol | 1 886   | 67       | 116      | 2 069   |
| Počet žáků | 423 670 | 10 013   | 27 377   | 461 060 |

Podle dostupných dat se v jedné třídě prvního stupně základní školy na Slovensku nacházelo průměrně cca 18 žáků. Na druhém stupni už bylo žáků v jedné třídě průměrně 20. Z pohledu vytíženosti kantorů, na jednoho učitele připadlo v průměru 13,8 žáka, což je o něco horší číslo než v ČR, kde na učitele připadlo 10,8 žáka.
Mimo běžné klasické školy se na Slovensku nachází také základní umělecké školy, které zajišťují kromě běžné výuky také rozvoj žáka v konkrétních uměleckých směrech (hudba, tanec, výtvarné umění, nebo literárně-dramatické obory).
Speciální školy poskytují slovenským znevýhodněným žákům základní vzdělání ve speciálních třídách, které jsou tvořené dětmi s podobnými zvláštními potřebami, nedostatky nebo postiženími. Tato forma vzdělání je velmi specifická a může probíhat částečně (žák navštěvuje některé předměty i v klasické třídě ZŠ) nebo plně v těchto zařízeních. V každém případě má žák sestavený individuální učební plán, podle kterého plní školní docházku.

### Střední školy
Na Slovensku je povinná školní docházka 10 let. To znamená že po ukončení základní školy musí žáci absolvovat alespoň jeden ročník středoškolského vzdělání. Zde si lze vybrat mezi gymnáziem, střední odbornou školou, středním odborným učilištěm či konzervatoří.

### Gymnázia
Ve slovenském vzdělávacím systému nalezneme tři typy gymnázií. Jsou jimi gymnázia čtyřletá (nastupuje se po ukončení základní školy), pětiletá (nastupuje se po ukončení 8. ročníku základní školy) a gymnázia osmiletá (nastupuje se po ukončení prvního stupně základní školy, tedy po pátém ročníku).
Stejně jako v České republice slouží gymnázia primárně jako příprava studentů na vysoké školy. Vzdělávací programy jsou všeobecné, bez odborných zaměření. Nicméně absolventi gymnázií mohou zároveň obsazovat některé pracovní pozice v oblastech veřejné správy, kultury či sportu. Slovenská gymnázia jsou zakončována maturitní zkouškou.
Z celkového počtu 233 je na Slovensku 144 státních, 38 soukromých a 51 církevních gymnázií.

### Střední odborné vzdělání
Rozdělení středního odborného vzdělání
Nižší střední odborné vzdělání – Trvá zpravidla pouze dva roky a uchazeč o studium nemusí mít dokončené základní vzdělání. V rámci nižšího středního odborného vzdělání získávají absolventi výuční list. Po jeho absolvování však mohou dále pokračovat ve studiu v rámci SOŠ.
Střední odborné vzdělání – Trvá nejčastěji tři roky a po jeho dokončení získá student výuční list. Následně však mohou rovněž pokračovat pro získání a složení maturitní zkoušky.
Úplné střední odborné vzdělání – Zpravidla čtyřleté obory, zakončené maturitní zkouškou. Absolventi mohou pokračovat na vysoké školy či vyšší odborné školy. 
Druhy středních odborných škol
Střední odborná učiliště – Jedná se o školy se zaměřením zejména na technické obory. Žáci zde mívají na výběr mezi dvouletými a tříletými učebními obory, zakončenými závěrečnou zkouškou nebo čtyřletými obory, které jsou zakončeny maturitou. Střední odborná učiliště zabezpečují kromě teoretického vzdělání svým žákům také praktické vyučování.
Střední odborné školy – Nabízí různorodé čtyřleté studijní obory, ukončované maturitní zkouškou. Studenti mohou dále pokračovat na vysoké školy či si najít v daném oboru uplatnění. Příklady takových škol mohou být školy zaměřené na pedagogické, ekonomické či zdravotnické vzdělání.

#### Konzervatoře
Jsou specifickým druhem škol sekundárního vzdělávání. Slovenské konzervatoře jsou děleny na dva typy, kterými jsou hudební a dramatická konzervatoř a konzervatoř taneční.
Na slovenských konzervatořích lze absolvovat buď šestiletý nebo osmiletý vzdělávací program. V rámci šestiletého programu skládají studenti konzervatoře po čtyřech letech maturitní zkoušku, po dalších dvou letech pak zkoušku absolventskou, po jejímž úspěšném složení získá student titul Dis.art (diplomovaný specialista umění). V rámci osmiletých oborů, na které se nastupuje již po ukončení prvního stupně základní školy (jedná se zejména o taneční konzervatoře) se po osmi letech studia skládá jak maturitní, tak absolventská zkouška. Absolvent získá rovněž titul Dis.art (diplomovaný specialista umění).

### Vysokoškolské vzdělávání

#### Vyšší odborné školy
Nejčastěji navazují na středoškolské obory s maturitou. Po jejich úspěšném ukončení absolventskou zkouškou získává student titul diplomovaný specialista (Dis).

#### Vysoké školy
Vysoké školy jsou na Slovensku děleny na veřejné, státní, soukromé a zahraniční. Jejich absolventi studují ve třech různých stupních.
V prvním stupni, zpravidla tříletém (maximálně čtyřletém) získávají absolventi po složení státních závěrečných zkoušek a napsání bakalářské práce titul bakaláře (Bc.).
Ve druhém stupni mohou studenti získat v rámci pětiletých studijních programů (případně dvouletých studijních programů navazujících na bakalářské studium) získat po obhájení diplomové práce a složení státní závěrečné zkoušky titul magistra (Mgr.) v rámci humanitních oborů, titul inženýra (Ing.) v rámci technických či ekonomických oborů. Specifickým druhem vysokoškolského studia druhého stupně jsou lékařské obory, zakončované rigorózní zkouškou.
Třetím stupněm studia jsou doktorandské studijní programy, kde mohou magistři a inženýři ve svých oborech v rámci tříletých programů získat doktorské tituly. 

## Kvalita vzdělavacího systému na Slovensku
V červnu 2024 novináři informovali, že slovenští studenti dosáhli podprůměrných výsledků ve srovnávacích testech PISA. V části testu, která se týkala tvořivého myšlení, obdrželi studenti 29 bodů oproti průměrným 33 bodům u studentů ze zemí OECD. Podobně úspěšní jako slovenští žáci byli studenti z Mexika nebo Uruguaye. Vliv na individuální výsledky vzdělávání má sociální a ekonomické zázemí rodiny podle informací Úřadu vlády. Slovenští studenti zaostávali u matematiky o 1,7 procentního bodu, u čtení o 6,1 procentního bodu a u přírodných věd o 4,7 procentního bodu za průměrem zemí OECD. Jednalo o historicky nejhorší výsledek za celou dobu testování na Slovensku. 
Média dlouhodobě upozornují na tedenci slovenských studentů vystudovat vysokou školu v cizině. Jedná se celkově o 20 % všech slovenských vysokoškoláků.